# Карамишево (Псковська область)
Карамишево (рос. Карамышево) — село в Псковському районі Псковської області Російської Федерації.
Населення становить 640 осіб. Входить до складу муніципального утворення Карамишевська волость.

## Історія
Від 2015 року входить до складу муніципального утворення Карамишевська волость.

## Населення
| 1939 | 1959 | 2001 | 2002 | 2010 |
| ---- | ---- | ---- | ---- | ---- |
| 603  | ↗950 | ↘800 | ↘768 | ↘640 |